# Vaux (Alvernia)
Vaux è un comune francese di 1 072 abitanti situato nel dipartimento dell'Allier della regione dell'Alvernia-Rodano-Alpi.

## Società

### Evoluzione demografica
Abitanti censiti